# Polsk-Skandinavisk Forskningsinstitut
 Polsk-Skandinavisk Forskningsinstitut (PSFI) er et privat finansieret videnskabeligt selskab, stiftet den 3. oktober 1985 i København. Målet er at inspirere, støtte og fremme forskning indenfor skandinaviske og polske historiske, politiske forbindelser, samt kulturpåvirkning.

## Finansiering og stiftere
Fonden til finansiering af PSFI blev stiftet af ingeniør Tadeusz Andrzej Głowacki (født den 30. september 1917, Krakow, – død den den 20. august 2001, Stockholm), bosat i Sverige siden 1944, til ære for sine forældre Andrzej og Anna Glowacki. Fonden blev registreret efter dansk lovgivning i Danmark (Nr. 11616). Statutter blev underskrevet af Emil A.J. Ashøj, Tadeusz Glowacki og Eugeniusz S.Kruszewski på stiftelsesdagen den 3. oktober 1985.
PSFI består af en ikke erhvervsdrivende Fond med en selvsupplerende tremandsbestyrelse og et videnskabelig selskab med valgt bestyrelse.
Selskabets medlemmer er forskere/videnskabsmænd anbefalet af mindst to ordinære medlemmer og valgt af bestyrelsen. Det kræves at et medlem kan polsk og et af de skandinaviske sprog, uanset nationalitet/statsborgerskab, samt har kendskab til skandinavisk historie og kultur. Valget er på livstid.
Der er 15 ordinære og 10 korresponderede medlemmer. Desuden kan bestyrelsen udnævne støttemedlemmer.

## Videnskabelig priser
Instituttet stiftede i 1995 på 50 årsdagen for Warszawa opstanden en videnskabelig pris, pro meritis-orden, som har Stanislaw Sawicki (født 1907-1944) som patron. S. Sawicki, professor ved Warszawas Universitet, var den første videnskabsmand inden for skandinavistik i Polen. Han var dansk gift og beherskede flere af de skandinaviske sprog. I september 1944 blev han myrdet af nazi-tyskerne i Warszawa.
En international jury belønner videnskabelige afhandlinger, som handler om polsk-nordiske forhold. Prisoverrækkelsen er højtidelig med deltagelse af de nærmeste medarbejder af laureatus, videnskabelige selskaber, repræsentanter af diplomatiet og lokalforvaltning.
Juryen har hædret følgende personer:
- fire historikere (2 polakker, 1 svensker, 1 ester)
- en arkæolog (polak)
- en filolog (svensker)
- 2010: Lisbeth Jessen, journalist, Danmark.[5]

## Bestyrelse
Bestyrelsen pr. den 1. oktober 2014.
Formand
- Formand Eugeniusz S. Kruszewski, professor.[6]

Bestyrelsesmedlemmer
- Gen. Sekretær Sven Ekdahl, Sponholz, professor
- Permanent sekretær for Videnskabelig S. Sawicki Pris
- Bolesław Hajduk, professor
- Sekretær for Personalanliggender Gabriela M. Majewska, professor
- Instytut Historii Uniwersytetu Gdańskiego
- Bestyrelsesmedlem Julian Bodnar CSsR